# Diphyus impudicatus
Diphyus impudicatus är en stekelart som först beskrevs av Cameron 1885.  Diphyus impudicatus ingår i släktet Diphyus och familjen brokparasitsteklar. Inga underarter finns listade i Catalogue of Life.